# Софлу (дем)
 Тази статия е за административната единица.  За града, който е неин център, вижте Димотика.  
Софлу (на гръцки: Δήμος Σουφλίου, Димос Суфлиу) е дем в Регион Източна Македония и Тракия, Регионална единица Еврос (бивш окръг Еврос), Гърция. Център на дема е едноименният град Софлу (Суфли).

## Селища
Дем Софлу е създаден на 1 януари 2011 година след обединение на две стари административни единици – демовете Софлу (Суфли), Тиферо и Орфей по закона Каликратис.

### Демова единица Софлу
Според преброяването от 2001 година демът има 7519 жители и в него влизат следните демови секции и селища:
- Демова секция Софлу

- село Софлу (Σουφλί, Суфли)
- село Янули (Γιαννούλη)
- село Демирйорен (Σιδηρώ, Сидиро)

- Демова секция Корнофолия

- село Корнофолия (Κορνοφωλιά)
- село Корнофолийски манастир (Μονή Δαδιάς)

- Демова секция Окуф

- село Окуф (Λυκόφως, Ликофос)

- Демова секция Чамкьой (823)

- село Чамкьой (Δαδιά, Дадия предишно с. Христо Ботев)
- село Котрония (Κοτρωνιά)
- Чамкьойски манастир (Μονή Δαδιάς)

- Демова секция Чомлекчи

- село Чомлекчи (Λαγυνά, Лагина)

### Демова единица Тихеро
Според преброяването от 2001 година демът (Δήμος Τυχερού) има 4103 жители и в него влизат следните демови секции и селища:
- Демова секция Тихеро

- село Тихеро (Τυχερό) (старо Бидикли)

- Демова секция Левкими

- село Левкими (Λευκίμμη)

- Демова секция Лира

- село ЛираЦар Калояново, тур. Йелкенджи] (Λύρα)

- Демова секция Проватонас (1097)

- село Проватонас (Προβατώνας)
- село Тимария (Θυμαριά)
- село Таври (Ταύρη)

- Демова секция Филакто

- село Филакто (Φυλακτό) (предишно с. Аспарухово, старо Сейменли)

### Демова единица Орфей
Според преброяването от 2001 година демът (Δήμος Ορφέα) има 6146 жители и в него влизат следните демови секции и селища:
Демова секция Салтиково
село Салтиково (Λάβαρα, Лавара)
Демова секция Башклисе
село Башклисе (Πρωτοκκλήσι, Протоклиси)
село Ахренбунар (Αγριάνη, Агриани)
Демова секция Карабейли
село Карабейли (Αμόριο, Аморио)
Демова секция Караклисе
село Караклисе (Μαυροκκλήσι, Мавроклиси)
село Крушево или Хаджиаликьой (Κόρυμβος, Коримвос)
Демова секция Каяджик
село Каяджик (Κυριακή, Кириаки)
Демова секция Малък Дервент
село Малък Дервент (Μικρό Δέρειο, Микро Дерио)
село Авренбунар (Σιδηροχώρι, Сидирохори)
село Бабалар (Γονικό, Гонико)
село Герико (Γέρικο)
село Голям Дервент (Μέγα Δέρειο, Дерио)
село Рушанлар (Ρούσσα, Руса)
село Таштепе (Πετρόλοφος, Петролофос)
Демова секция Мандра
село Мандра (Μάνδρα)